# Governo Giolitti IV
Il Governo Giolitti IV è stato il quarantottesimo esecutivo del Regno d'Italia, il quarto presieduto da Giovanni Giolitti.  
Esso, nato in seguito alle dimissioni del governo precedente, è stato in carica dal 30 marzo 1911 al 21 marzo 1914 (sebbene già dimissionario dal precedente 10 marzo), per un totale di 1 076 giorni, ovvero 2 anni, 11 mesi e 22 giorni.
Durante questo esecutivo fu istituito tramite regio decreto del 20 novembre 1912 n. 1205, il "Ministero delle colonie", scorporato dal Ministero degli affari esteri.

## Contesto operativo
Il governo, presieduto dal politico Giovanni Giolitti (1842-1928), nacque dalla proposta che questi fece di un suffragio universale maschile (rectius Suffragio ristretto alla sola popolazione maschile). Tale proposta era tesa a catturare il consenso dell'estrema sinistra e a mettere in difficoltà il governo Luzzatti. Tornato al potere, Giolitti dovette comunque cedere alle mire espansionistiche degli ambienti conservatori, con l'impresa di Libia.
Il quarto governo Giolitti rappresenta l'ultimo atto della dottrina trasformista del politico piemontese, dato che il Regno d'Italia era colpito dai sommovimenti cui la stessa riforma elettorale aveva dato espressione. La via dell'equilibrio tra le principali forze, tenuto in vita da Giolitti a partire dal 1903, non era più praticabile e così, collidendo Sinistra storica e Destra storica nell'area dei liberali, nuove istanze si affacciavano alla vita politica nazionale senza riuscire a rientrare negli schemi giolittiani: il movimento operaio (futuro Partito Socialista Italiano ed affini) era riuscito a prevalere sulla componente riformista e prese a esigere di orientare maggiormente la politica nazionale; altrettanto, i cattolici (futuro Partito Popolare Italiano ed affini) chiedevano di partecipare alla macchina dello Stato, mentre si diffondevano idee corporativiste e nazionaliste (futuro Partito Nazionale Fascista).
Oltre al suffragio universale maschile, il programma prevedeva la nazionalizzazione delle assicurazioni sulla vita. L'approvazione del provvedimento relativo alle assicurazioni sulla vita fu, secondo molti studiosi (come Carocci), uno degli ultimi eventi che segnarono la vittoria dello Stato nei confronti dei privati. L'intervento pubblico nel settore assicurativo portò durante il primo anno di governo, su proposta del Ministro dell'agricoltura, dell'industria e del commercio Francesco Saverio Nitti, alla nascita dell'Istituto Nazionale delle Assicurazioni (INA), il quale divenne ente monopolista in tema di assicurazioni sulla vita. A capo di questo ente fu posto il giovane socialista Alberto Beneduce, futuro padre dell'Istituto per la Ricostruzione Industriale (IRI).
Il presidente del Consiglio spinse, inoltre, la maggioranza ad approvare il provvedimento che prevedeva la corresponsione di un'indennità mensile ai deputati. Bisogna ricordare, infatti, che all'epoca i parlamentari non avevano alcun tipo di stipendio o indennità: ricevere denaro come retribuzione per l'attività politica svolta era considerato degradante in quanto irrispettoso nei confronti dei cittadini e della cosa pubblica. L'unico "privilegio" concesso ai deputati era la tessera gratuita per le ferrovie. In questa situazione era evidente la difficoltà degli elettori di scegliere i propri rappresentanti fra le classi meno abbienti.
Giolitti stesso amava ricordare che, se non fosse stato nominato dal re membro del Consiglio di Stato (con relativo stipendio), ben difficilmente avrebbe potuto permettersi d'intraprendere la carriera politica con le spese che questa comportava. Tale problema divenne più acuto sul finire dell'Ottocento in seguito alla comparsa del partito socialista sulla scena politica italiana: era arduo per alcuni esponenti di tale partito, specie i sindacalisti e coloro che non svolgevano una libera professione, accettare una candidatura.
La conquista della Libia, alla fine, voluta da alcuni ambienti nazionalisti, aveva alienato a Giolitti l'appoggio degli stessi socialisti. Egli aveva cercato a quel punto di ricorrere ai cattolici con il patto Gentiloni, composto in vista della elezioni politiche del 1913, le prime a svolgersi con il suffragio universale maschile. Venuto a mancare l'appoggio dei radicali, Giolitti dovette dimettersi (21 marzo 1914), dando così avvio alla fine dell’Età giolittiana, per quanto i liberali riuscirono comunque, in un primo tempo, a sopravvivere.

## Compagine di governo

### Appartenenza politica
| Partito | Partito  | Presidente | Ministri | Sottosegretari | Totale |
| ------- | -------- | ---------- | -------- | -------------- | ------ |
|         | Liberali | 1          | 8        | 6              | 15     |
|         | Radicali | -          | 3        | 6              | 9      |

### Situazione parlamentare
NOTA: Nonostante ormai le dinamiche parlamentari sulla fiducia (che venivano spesso attuate indirettamente e tramite vari ordini del giorno), avevano ormai portato ad una prassi di forte rilevanza stratificata e abbastanza consolidata dell’organo legislativo e della Monarchia parlamentare, con un’evidente evoluzione in senso democratico della responsabilità politica, essa fu ciononostante solo una convenzione costituzionale. Ufficialmente infatti, ai tempi del Regno d'Italia, poiché secondo lo Statuto Albertino il governo rispondeva concretamente al solo Re (il quale, dando egli stesso una prima fiducia al governo, aveva il potere di far resistere l’esecutivo ad un voto della Camera dei deputati, come alcune volte fece), il rapporto con il Parlamento in senso moderno non era pienamente obbligatorio (ed in tal senso vari sono stati i casi di formazione o sopravvivenza di un governo palesemente privo di tale supporto), pur diventato oramai fondamentale (e più affine alla forma moderna solo successivamente, specie con l’ascesa dei partiti di massa e con l’introduzione del sistema proporzionale). Per questo motivo, il grafico sottostante espone, secondo ricostruzioni e dichiarazioni, nonché secondo la composizione del governo ed anche secondo il voto effettivamente subìto, il supporto che questo ha ottenuto a fini puramente enciclopedici e storici, tenendo conto della facile mutevolezza delle forze politiche e del contesto storico-politico.
Fino al 27 novembre 1913 (XXIII legislatura):
| Camera              | Collocazione     | Partiti                       | Seggi     |
| ------------------- | ---------------- | ----------------------------- | --------- |
| Camera dei deputati | Maggioranza      | DEM (336), PLC (36), PR (45)  | 417 / 508 |
| Camera dei deputati | Appoggio esterno | CI (10)                       | 10 / 508  |
| Camera dei deputati | Opposizione      | PSI (41), PRI (24), UECI (16) | 81 / 508  |

Dal 27 novembre 1913 (XXIV legislatura):
| Camera              | Collocazione     | Partiti                                                            | Seggi     |
| ------------------- | ---------------- | ------------------------------------------------------------------ | --------- |
| Camera dei deputati | Maggioranza      | Liberali (270), PR (62)                                            | 332 / 508 |
| Camera dei deputati | Appoggio esterno | PDCI (29), UECI (20), PD (11), CC (9)                              | 69 / 508  |
| Camera dei deputati | Opposizione      | PSI (52), PSRI (19), RAD-D. (11), REP-D. (9), PRI (8), SOC-IND (8) | 107 / 508 |

## Composizione
| Carica                                | Titolare                                                                                          | Titolare                                                              | Titolare                                                                          | Sottosegretario                                                                                         |
| Presidenza del Consiglio dei ministri | Presidenza del Consiglio dei ministri                                                             | Presidenza del Consiglio dei ministri                                 | Presidenza del Consiglio dei ministri                                             | Sottosegretario di Stato alla Presidenza del Consiglio                                                  |
| ------------------------------------- | ------------------------------------------------------------------------------------------------- | --------------------------------------------------------------------- | --------------------------------------------------------------------------------- | --- |
| Presidente del Consiglio dei ministri |                                                                                                   |                                                                       | Giovanni Giolitti (Sinistra storica poi Liberali)                                 | Carica non assegnata                                                                                    |
| Presidente del Consiglio dei ministri |                                                                                                   |                                                                       | Giovanni Giolitti (Sinistra storica poi Liberali)                                 | Carica non assegnata                                                                                    |
| Ministero                             | Ministri                                                                                          | Ministri                                                              | Ministri                                                                          | Sottosegretario                                                                                         |
| Affari Esteri                         |                                                                                                   |                                                                       | Antonino Paternò Castello, marchese di San Giuliano (Destra storica poi Liberali) | Pietro Lanza di Scalea                                                                                  |
| Affari Esteri                         |                                                                                                   |                                                                       | Antonino Paternò Castello, marchese di San Giuliano (Destra storica poi Liberali) | Pietro Lanza di Scalea                                                                                  |
| Agricoltura, Industria e Commercio    |                                                                                                   |                                                                       | Francesco Saverio Nitti (PRI)                                                     | Luigi Capaldo                                                                                           |
| Lavori Pubblici                       |                                                                                                   |                                                                       | Ettore Sacchi (PRI)                                                               | Luigi De Seta                                                                                           |
| Interno                               |                                                                                                   |                                                                       | Giovanni Giolitti (Sinistra storica poi Liberali)                                 | Alfredo Falcioni                                                                                        |
| Interno                               |                                                                                                   |                                                                       | Giovanni Giolitti (Sinistra storica poi Liberali)                                 | Alfredo Falcioni                                                                                        |
| Colonie (istituito)                   |                                                                                                   |                                                                       | Pietro Bertolini (Destra storica poi Liberali) (dal 20 novembre 1912)             | - Gaspare Colosimo (dal 26 novembre 1912 al 27 novembre 1913) - Enrico De Nicola (dal 27 novembre 1913) |
| Colonie (istituito)                   |                                                                                                   |                                                                       | Pietro Bertolini (Destra storica poi Liberali) (dal 20 novembre 1912)             | - Gaspare Colosimo (dal 26 novembre 1912 al 27 novembre 1913) - Enrico De Nicola (dal 27 novembre 1913) |
| Pubblica Istruzione                   |                                                                                                   |                                                                       | Luigi Credaro (PRI)                                                               | - Antonio Vicini - Eugenio Bergamasco                                                                   |
| Guerra                                |                                                                                                   |                                                                       | Paolo Spingardi (Indipendente)                                                    | Ernesto Mirabelli                                                                                       |
| Marina                                |                                                                                                   |                                                                       | Pasquale Leonardi Cattolica (Indipendente)                                        | Augusto Battaglieri (dal 24 novembre 1913)                                                              |
| Finanze                               |                                                                                                   |                                                                       | Luigi Facta (Destra storica poi Liberali)                                         | Camillo Cimati                                                                                          |
| Finanze                               |                                                                                                   |                                                                       | Luigi Facta (Destra storica poi Liberali)                                         | Camillo Cimati                                                                                          |
| Tesoro                                |                                                                                                   |                                                                       | Francesco Tedesco (Destra storica poi Liberali)                                   | Angelo Pavia                                                                                            |
| Tesoro                                |                                                                                                   |                                                                       | Francesco Tedesco (Destra storica poi Liberali)                                   | Angelo Pavia                                                                                            |
| Grazia e Giustizia e Culti            |                                                                                                   |                                                                       | Camillo Finocchiaro Aprile (Sinistra storica poi Liberali)                        | Carlo Gallini                                                                                           |
| Grazia e Giustizia e Culti            |                                                                                                   |                                                                       | Camillo Finocchiaro Aprile (Sinistra storica poi Liberali)                        | Carlo Gallini                                                                                           |
| Poste e Telegrafi                     |                                                                                                   |                                                                       | Teobaldo Calissano (Destra storica poi Liberali) (fino al 28 settembre 1913)      | Augusto Battaglieri                                                                                     |
| Poste e Telegrafi                     |                                                                                                   |                                                                       | Teobaldo Calissano (Destra storica poi Liberali) (fino al 28 settembre 1913)      | Augusto Battaglieri                                                                                     |
| Poste e Telegrafi                     | Francesco Tedesco (Destra storica poi Liberali) Ad interim (dal 28 settembre al 24 novembre 1913) |                                                                       |                                                                                   | Augusto Battaglieri                                                                                     |
| Poste e Telegrafi                     |                                                                                                   | Gaspare Colosimo (Destra storica poi Liberali) (dal 24 novembre 1913) |                                                                                   | Augusto Battaglieri                                                                                     |
| Poste e Telegrafi                     |                                                                                                   |                                                                       |                                                                                   | Augusto Battaglieri                                                                                     |

## Cronologia

### 1911
- 30 marzo - Il governo giura dinnanzi al Re.

### 1912
- 18 ottobre - Il Trattato di Losanna sancisce la fine della guerra italo-turca e l'acquisizione italiana di Tripolitania, Cirenaica, Fezzan in Nord Africa e del Dodecaneso nell'Egeo.

### 1913
- 27 febbraio - Viene promulgato, su proposta del ministro Camillo Finocchiaro Aprile il nuovo Codice di procedura penale.
- 29 settembre - In seguito all’approvazione della riforma elettorale, è sciolta la Camera dei Deputati e convocati gli elettori per il 26 ottobre ed il 2 novembre; e il nuovo Parlamento per il 27 novembre.
- 26 ottobre-2 novembre: Si svolgono le elezioni politiche: Collidendo le due grandi ideologie ottocentesche della Sinistra storica e della Destra storica nell'area dei liberali, crescono le forze minori in Parlamento, andando ad occupare lo spazio generatosi dall’arretramento di quest’ultima, sia grazie alle aperture della legge elettorale che in virtù del Patto Gentiloni, il quale tuttavia permette ancora un consistente spazio di manovra per il governo.

### 1914
- 4 marzo - Viene approvato con 363 voti favorevoli lo stanziamento di fondi per lo sviluppo delle nuove colonie; i radicali, scontenti, chiedono un colloquio con il Presidente del Consiglio.
- 7 marzo - Uscito rafforzato dalle elezioni e con il pretesto della contrarietà alle nuove colonie, il Partito Radicale Italiano (PR) minaccia di uscire dalla maggioranza di governo. Giolitti, resosi conto del collasso della situazione, ne prende atto.
- 10 marzo - Il governo comunica alla Camera dei Deputati le proprie dimissioni. In seguito, il Presidente del Consiglio Giolitti si reca dal Re, il quale, accettandole, conferì dapprima l’incarico a Sidney Sonnino e successivamente, a causa del rifiuto di questi, ad Antonio Salandra.
- 21 marzo - Con il giuramento del nuovo esecutivo, termina ufficialmente l’esperienza di governo.